# Sluneční stezka Porubou
Sluneční stezka Porubou je projektem a zároveň naučnou turistickou stezkou, která má přispět k dotvoření obrazu města Ostravy jako zeleného a slunečného města. Nachází se v Ostravě v místních částech Poruba a Pustkovec v Moravskoslezském kraji. Náplní projektu je pořízení a instalace slunečních hodin různých typů a jejich umístění do veřejného prostoru města Ostravy.

## Další informace
Sluneční stezka, která vznikla v říjnu 2018, má šest zastavení s informační tabulí a umělecky ztvárněnými slunečními hodinami.
| Zastavení | Zastavení                             | umístění |
| --------- | ------------------------------------- | -------- |
| 1.        | Analematické sluneční hodiny          | [ 4 ]    |
| 2.        | Horizontální sluneční hodiny - Gnomon | [ 4 ]    |
| 3.        | Polední sluneční hodiny               | [ 4 ]    |
| 4.        | Polární projekční sluneční hodiny     | [ 4 ]    |
| 5         | Svislé jižní sluneční hodiny          | [ 4 ]    |
| 6         | Vodorovné sluneční hodiny             | [ 4 ]    |

První naučný rozměr stezky je směřován ke konstrukci různorodých slunečních hodin, jejich zobrazovacích mechanismů, "hry světla a stínů" a principům měření času a pohybu nebeských těles. Druhým naučným rozměrem Sluneční stezky Porubou jsou hodnotná netradiční umělecká díla (sluneční hodiny) zkrášlující veřejný prostor a tvoří ucelený exteriérový soubor děl. Třetím rozměrem stezky je zdravý a aktivní způsob trávení volného času.
Všechna zastavení jsou dobře dostupná pěšky, na kole, s kočárkem či na invalidním vozíku.
Na stavbě stezky se podílely spolky nebo skupiny lidí z různých komunitních center či zájmových skupin města Ostravy.

## Galerie

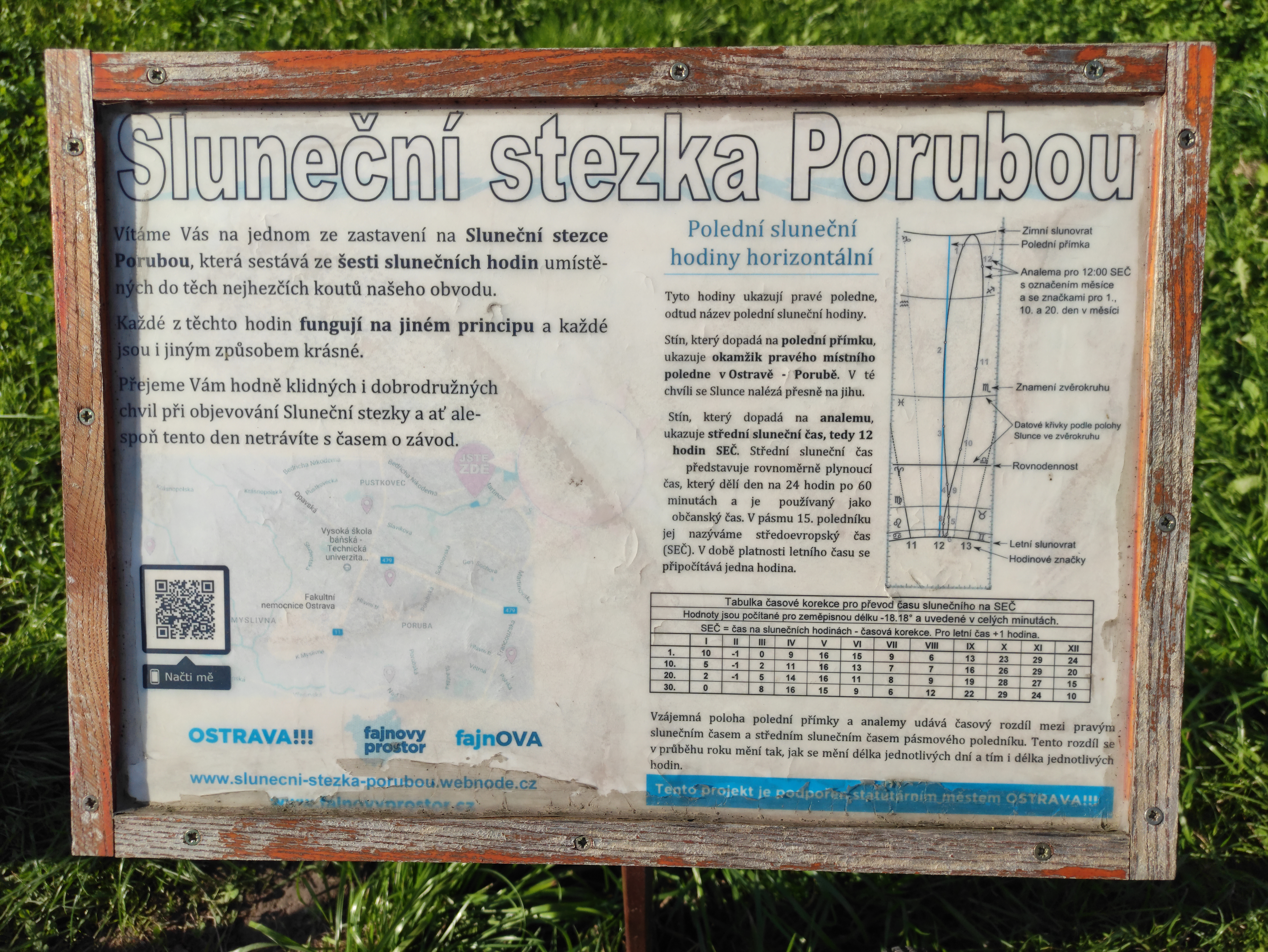
Informační tabule v Puskovci u rybníka